# Nederlandse Bisschoppenconferentie
De Nederlandse Bisschoppenconferentie is een permanent orgaan binnen de Nederlandse Rooms-Katholieke Kerk, waarin de residerende bisschoppen en hulpbisschoppen van de Nederlandse kerkprovincie het beleid van de Rooms-Katholieke Kerk bepalen.

## Leden van de bisschoppenconferentie
De Nederlandse kerkprovincie kent één aartsbisdom en zes suffragane bisdommen. Verder is er in Nederland een Militair ordinariaat (krijgsmachtbisdom). Ieder bisdom heeft één bisschop (ordinarius) en al dan niet één of meerdere hulpbisschoppen. Deze hulpbisschoppen zijn in hun diocees wél aan hun bisschop 'ondergeschikt', maar hebben in de bisschoppenvergadering een eigen stemrecht.
Indien er sprake is van sedisvacatie, dan wordt een diocesaan administrator aangewezen. Dit hoeft niet per se een bisschop te zijn. Mocht een niet-bisschop als diocesaan administrator werkzaam zijn, dan zal deze wél de vergaderingen van de conferentie bijwonen, maar er geen lid van zijn. Als de inmiddels van zijn taak ontheven bisschop wordt verzocht de zaken in zijn bisdom te blijven behartigen, dan is hij de apostolisch administrator en blijft hij lid van de conferentie.
De nuntius zal de vergaderingen van de conferentie doorgaans bijwonen maar hij is er geen lid van, omdat hij geen bisschop is van een bisdom van de Nederlandse kerkprovincie. De nuntius valt onder het Vaticaan.
De Nederlandse Bisschoppenconferentie werd in het verleden meestal voorgezeten door de bisschop met de hoogste rang, dat wil zeggen: de aartsbisschop. Dit is echter niet verplicht. Bij het aantreden van Wim Eijk als aartsbisschop van Utrecht in 2008 heeft hij ervoor gekozen niet direct het voorzitterschap op zich te nemen, om zodoende meer tijd vrij te hebben voor zijn diocees. Derhalve was Ad van Luyn voorzitter en Frans Wiertz vicevoorzitter (de twee 'seniores' onder de zeven bisschoppen).
Van 2011 tot 2016 was Wim Eijk voorzitter en Frans Wiertz vicevoorzitter. Op 14 juni 2016 koos de conferentie Hans van den Hende van Rotterdam tot voorzitter, en werd mgr. Jan Liesen van Bisdom Breda vicevoorzitter. Mgr. Gerard De Korte, bisschop van bisdom 's-Hertogenbosch, completeert de permanente raad van de bisschoppenconferentie.
| Bisdom                          | Ordinaris                                   | Hulpbisschop(pen)            |
| ------------------------------- | ------------------------------------------- | ---------------------------- |
| Aartsbisdom Utrecht             | Wim Eijk                                    | Ted Hoogenboom Herman Woorts |
| Bisdom Breda                    | Jan Liesen                                  | geen                         |
| Bisdom Groningen-Leeuwarden     | Ronald Cornelissen (elect)                  | geen                         |
| Bisdom Haarlem-Amsterdam        | Jan Hendriks                                | geen                         |
| Bisdom 's-Hertogenbosch         | Gerard de Korte                             | Rob Mutsaerts                |
| Bisdom Roermond                 | Ron van den Hout                            | Everard de Jong              |
| Bisdom Rotterdam                | Hans van den Hende                          | geen                         |
| Nederlands militair ordinariaat | Everard de Jong (apostolisch administrator) | geen                         |

## Posten binnen de bisschoppenconferentie

### Beleidssectoren
De Bisschoppenconferentie heeft een negen beleidssectoren vastgesteld, waarvoor steeds een bisschop referent is, ondersteund door een secretaris.
- Catechese – Rob Mutsaerts
- Categoriaal Pastoraat – Everard de Jong
- Communicatie en Media – Hans van den Hende, Jan Liesen, Gerard de Korte
- Interreligieuze dialoog – Herman Woorts
- Jeugd en Jongeren – Rob Mutsaerts
- Kerk en Samenleving – Gerard de Korte
- Liturgie – Jan Liesen
- Missie en Ontwikkelingssamenwerking – Ron van den Hout
- Oecumene – Hans van den Hende
- Onderwijs – Jan Hendriks
- Opleiding tot Kerkelijke Bedieningen – Wim Eijk

### Themavelden
Naast de beleidssectoren is een vijftal themavelden vastgesteld, waarvoor steeds een bisschop referent is.
- Huwelijk en Gezin – vacant
- Kerk en Jodendom – Herman Woorts
- Medische Ethiek – Wim Eijk
- Commissie Bisschoppenconferentie Europese Unie (COMECE) – Ted Hoogenboom
- Raad Europese Bisschoppenconferenties (CCEE) – Hans van den Hende
- Circus-, Kermis- en Schipperspastoraat - vacant

### Contactenpersonen
- Kerk en Samenleving – Gerard de Korte
- Kerkelijke Bewegingen en Nieuwe Gemeenschappen – vacant
- Bedevaarten – Herman Woorts
- Religieuzen en Seculiere Instituten – vacant
- Vrouw en Kerk – Gerard de Korte

## Invloed
Als gevolg van de secularisering van de Nederlandse samenleving is de invloed van de bisschoppenconferentie sterk tanende. Veel katholieken hebben hun (actief) lidmaatschap van de katholieke kerk beëindigd. In oktober 2020 besloot de Nederlandse bisschoppenconferentie aan de Stichting Katholieke Universiteit (koepelorganisatie van de Radboud Universiteit en het Radboudumc) per decreet het predicaat 'katholiek' te ontnemen. De bisschoppen deden dit uit onvrede over hun sterk verminderde bestuurlijke invloed op het instituut. Zij wezen herhaaldelijk kandidaten voor de raad van toezicht af die niet voor de kerk getrouwd, niet gedoopt en/ of niet kerkelijk actief waren. De rechter oordeelde in juli 2020 dat de bisschoppen met hun weigerachtige opstelling het maatschappelijk belang in gevaar brachten. De universiteit betreurde het besluit van de bisschoppen, maar gaf te kennen het te respecteren. De Radboud Universiteit, destijds opgericht als Katholieke Universiteit Nijmegen, was ooit een van de belangrijkste katholieke instellingen in Nederland. Tijdens een Ad limina-bezoek in november 2022 werden de Nederlandse bisschoppen teruggefloten van hun beslissing ten aanzien van de Nijmeegse universiteit. De Heilige Stoel gaf te kennen dat het niet tot de bevoegdheid van de Nederlandse bisschoppen behoorde de universiteit het predicaat katholiek te ontnemen. Die bevoegdheid ligt bij de leiding van de kerk in Rome. De Radboud Universiteit voert sindsdien weer het predicaat katholiek.
In december 2020 besloot de conferentie, nadat de Nederlandse regering in verband met de coronacrisis een tweede lockdown had afgekondigd, alle kerstvieringen tijdens de kerstnacht van 2020 te schrappen. Het was voor het eerst sinds mensenheugenis dat er in 2020 geen traditionele kerstnachtvieringen in de katholieke kerken plaatsvonden. Ook in 2021 waren er door de pandemie geen kerstnachtvieringen.

## Voormalige leden
Er zijn nog zes emeritus-(hulp)bisschoppen van Nederlandse bisdommen in leven. Zij zijn geen lid meer van de bisschoppenconferentie, maar kunnen wel als adviseur worden gevraagd. Deze emeriti zijn (in alfabetische volgorde):
| Naam               | Voormalige functie                                                                             | Periode                 |
| ------------------ | ---------------------------------------------------------------------------------------------- | ----------------------- |
| Jan van Burgsteden | (hulp)bisschop van Haarlem-Amsterdam                                                           | 24-06-2000 - 10-12-2024 |
| Antoon Hurkmans    | bisschop van 's-Hertogenbosch                                                                  | 29-08-1998 - 14-05-2016 |
| Jan de Kok         | hulpbisschop van Utrecht                                                                       | 15-01-1982 – 27-08-2005 |
| Ad van Luyn        | bisschop van Rotterdam                                                                         | 12-02-1994 – 14-01-2011 |
| Jos Punt           | (hulp)bisschop van Haarlem-Amsterdam apostolisch administrator Nederlands militair ordinariaat | 1995 - 2020             |
| Frans Wiertz       | bisschop van Roermond                                                                          | 25-09-1993 – 02-12-2017 |

## Secretariaat
Het secretariaat van de Bisschoppenconferentie en de Nederlandse Kerkprovincie wordt gevoerd door het Secretariaat van de Rooms-Katholieke Kerkprovincie in Nederland (SRKK). Het secretariaat staat onder leiding van een secretaris-generaal. Sinds februari 2023 is dat Anneke van der Kamp-van Saase.

### Lijst van secretarissen-generaal
- 1972 - 1980 Piet Vriens OFM Cap;[9]
- 1981 - 1991 Hans van Munster OFM;[10]
- 1991 - 1993 Ad van Luyn SDB;
- 1994 - 1999 Harrie Verhoeven SSS;[11]
- 2002 - 2008 Eduard Kimman SJ;
- 2008 - 2010 Gerard Kruis, ad interim;
- 2010 - 2012 Vincent Schoenmakers (priester);
- 2012 - 2014 Hans Nijhuis (diaken);[12]
- 2014 - 2022 Suzan Daalmans;
- 2023 - heden Anneke van der Kamp-van Saase.